# Kenneth John Hayward
Kenneth John Hayward est un médecin et un entomologiste britannique, né en 1891 dans le Somerset et mort en 1972 en Argentine, spécialiste des lépidoptères.

## Biographie
Il travaille comme électricien à Londres puis en Égypte où il commence ses collections.
Durant la première guerre mondiale il combat en France, en Grèce et à Chypre.
De 1923 à 1929 il travaille en Argentine où il réalise une collection puis à partir de 1930 travaille avec d'autres entomologistes et en 1950 il est fait Docteur Honoraire de l'université de la Province de Tucumán, puis professeur émérite.

## Publications
- Catálogo de los ropalóceros argentinos
- Genera et species animalium argentinorum: Insecta: Lepidoptera (Rhopalocera), familia Hesperiidarum, subfamiliae Hesperiinarum / exposuit Kenneth Ioannes Hayward, Volume 2
- Datos para el estudio de la ontogenia de lepidópteros argentinos